# Телевизијске награде по избору критичара
Телевизијска награда по избору критичара (енгл. Critics' Choice Television Award) награде су које сваке године додељује Удружење телевизијских новинара (скраћено BTJA). Награда је успостављена 2011. године, а прва церемонија доделе одржана је 20. јуна 2011. године и била преношена на веб-сају VH1.com телевизијског канала VH1. Четврта церемонија била је емитована уживо, први пут у историји доделе ових награда, 19. јуна 2014. на каналу The CW. У октобру 2014. Телевизијски канал А&Е добио је ексклузивна права за емитовање телевизијских и филмских награда по избору критичара током 2015. и 2016. године.

## Историја
Удружење телевизијских новинара (скраћено BTJA) основано је 2011. године као огранак Удружења телевизијских филмских критичара (енгл. Broadcast Film Critics Association). Награде додељује извршни продуцент Боб Беин.
Према вршиоцу дужности председника BTJA Џоју Берлину, Телевизијске награде по избору критичара успостављене су „како би се побољшао приступ новинарима који се баве телевизијском индустријом. Баш као што су Филмске награде по избору критичара установљене као важан део годишње сезоне филмских награда, уверени смо да ће Телевизијске награде по избору критичара играти сличну улогу и за телевизијску индустрију”.

## Категорије
- Најбољи глумац у комичној серији (од 2011)
- Најбољи глумац у драмској серији (од 2011)
- Најбољи глумац у филму/минисерији (од 2012)
- Најбоља глумица у комичној серији (од 2011)
- Најбоља глумица у драмској серији (од 2011)
- Најбоља глумица у филму/минисерији (од 2012)
- Најбоља анимирана серија (од 2011)
- Најбоља комична серија (од 2011)
- Најбоља драмска серија (од 2011)
- Најбољи гостујући глумац у комичној серији (2012–2016)
- Најбољи гостујући глумац у драмској серији (2012–2016)
- Најбољи филм/минисерија (од 2012)
- Најбоља ријалити серија (2011–2015)
- Најбоља ријалити серија — такмичење (од 2011)
- Најбољи водитељ ријалити шоуа (од 2011)
- Најбољи структуирани ријалити шоу (од 2015)
- Најбољи споредни глумац у комичној серији (од 2011)
- Најбољи споредни глумац у драмској серији (од 2011)
- Најбољи споредни глумац у филму/минисерији (од 2013)
- Најбоља споредна глумица у комичној серији (од 2011)
- Најбоља споредна глумица у драмској серији (од 2011)
- Најбоља споредна глумица у филму/минисерији (од 2013)
- Најбољи ток-шоу (од 2011)
- Најбољи неструктуирани ријалити шоу (од 2015)
- Најузбудљивија нова серија (од 2011)

## Критике
Након најаве о партнерству са Ентертејнмент виклијем (енгл. Entertainment Weekly) пре 7. доделе Телевизијксих награда по избору критичара у новембру 2016. године, неколико високих чланова Удружења телевизијских новинара (енгл. Broadcast Television Journalists Association) напустило је организацију, укључујући Мајкла Осијела из TV Line-а, Морин Рајан из Варајетија (енгл. Variety), Кена Такера са Yahoo! TV и Мајкла Шнајдера из компаније ИндиВајер (енгл. Indiewire). У чланку који је Шнајдер објавио недуго након оставке, написао је: „Идеја да Ентертејнмент викли буде преферирана медијска кућа за церемонију доделе награда о којој одлучују новинари из многих издавача је необична. (То би било као да Си-Ен-Ен буде именован за званичног партнера Председничких расправа, иако их модерирају и покривају представници више новинских организација.)” После масовног одласка телевизијских критичара, Удружење телевизијских новинара изгубило је 15—30% својих чланова. То је узроковало да већину чланства чине интернет новинари, а не телевизијски критичари. Током 7. доделе Телевизијских награда по избору критичара жестоко је критикована чињеница да је неколико емисија, које су претходно поздрављене од стране критике, одбијено, међу којима су The Americans, Rectify, The Night Of и You're the Worst, а награђене су емисије са врло мало или нимало подршке критике, попут Модерне породице (енгл. Modern Family), Штребера (енгл. The Big Bang Theory) и Куће од карата (енгл. House of Cards).

## Церемоније
- 2011.
- 2012.
- 2013.
- 2014.
- 2015.
- 2016.
- 2016. (2)
- 2018.
- 2019.
- 2020.
- 2021.

## Суперлативи

### Вишеструки добитници
3 награде
- Алисон Џени
- Сара Полсон

2 награде
- Том Бергерон
- Андре Брауер
- Луј Си Кеј
- Брајан Кренстон
- Џулија Луј-Драјфус
- Кристина Хендрикс
- Марго Мартиндејл
- Татјана Маслани
- Џим Парсонс
- Џефри Тамбор

### Вишеструке номинације
7 номинација
- Волтон Гогинс

5 номинација
- Том Бергерон
- Кет Дилеј
- Реџина Кинг
- Џесика Ланг
- Јулијана Маргализ
- Тимоти Олифант
- Еден Шер

4 номинације
- Ентони Андерсон
- Кристина Барански
- Мајим Бјалик
- Луј Си Кеј
- Алисон Џени
- Џулија Луј-Драјфус
- Татјана Маслани
- Елизабет Мос
- Боб Оденкирк
- Џим Парсонс
- Сара Полсон
- Ејми Фелер
- РуПол

3 номинације
- Азиз Ансари
- Елен Берстин
- Емилија Кларк
- Кари Кун
- Брајан Кранстон
- Бенедикт Камбербач
- Питер Динклиџ
- Вира Фармига
- Ана Ган
- Фреди Хајмор
- Марго Мартиндејл
- Томас Мидлдич
- Ник Оферман
- Марта Плимптон
- Кери Престон
- Дени Пади
- РуПол
- Метју Рис
- Кери Расел
- Џон Слатери
- Робин Рајт
- Констанс Ву

2 номинације
- Тед Ален
- Џилијан Андерсон
- Катрина Балф
- Џонатан Бенкс
- Кети Бејтс
- Џули Боуен
- Андре Брауер
- Алисон Бри
- Стерлинг К. Браун
- Титус Бургс
- Тај Барел
- Хаиме Камил
- Боби Канавале
- Дон Чидл
- Кејли Квоко
- Хју Денси
- Клер Дејнс
- Вајола Дејвис
- Зои Дешанел
- Ен Дауд
- Лина Данам
- Кристофер Еклстон
- Идрис Елба
- Вил Форте
- Сатон Фостер
- Клер Фој
- Мартин Фриман
- Ева Грин
- Макс Гринфилд
- Тони Хејл
- Џон Хем
- Кристина Хендрикс
- Тараји Пенда Хенсон
- Чарли Ханам
- Џејн Краковски
- Дејмијан Луис
- Џенифер Луис
- Џудит Лајт
- Рами Малек
- Кели Макдоналд
- Џоел Мекхејл
- Венди Меклендон-Кови
- Џон Нобл
- Ед О’Нил
- Рендал Парк
- Арон Пол
- Дијана Риг
- Ђина Родригез
- Еми Росум
- Кејти Сагал
- Ејми Шумер
- Адам Скот
- Рајан Сикрест
- Меги Сиф
- Џефри Тамбор
- Сисели Тајсон
- Доминик Вест
- Кејси Вилсон
- Патрик Вилсон
- Ејден Јанг
- Констанс Зимер